# Кудлатовка
Кудлатовка (укр. Кудлатівка) — село в Войниловской поселковой общине Калушского района Ивано-Франковской области Украины.
Население по переписи 2001 года составляло 453 человека. Занимает площадь 3,96 км². Почтовый индекс — 77333. Телефонный код — 03472.